# حسني زيد الكيلاني
 حسني عمر رشيد زيد الكيلاني (1910 - 5 سبتمبر 1979) شاعر أردني. ولد بمدينة السلط. درس لغاية المرحلة الإعدادية ثم اتجه إلى تثقيف نفسه بقراءة دواوين الشعر العربي القديم. اشتغل بالتدريس كما عمل كاتبًا مدنيًا في الجيش الأردني. مرض أخريات حياته، وتدهورت حاله بسبب المرض ورثى ساقه المقطوعة بقصيدة أليمة. توفي في الزرقاء. له ديوان شعر بعنوان أطياف وأغاريد 1946. 

## سيرته
ولد حسني عمر رشيد زيد الكيلاني سنة 1910 (بحسب تاريخ الميلاد المثبت في جواز سفره) في السلط وقيل وُلد سنة 1912 في نابلس. تعلّم بمدرسة السلط الثانوية 1921-1928 ، ثم تركها.

عمل مدرّساً خلال ثلاثينيات القرن العشرين في الخليل، فأقام مع والدته فيها نحو عشر سنوات قبل أن ينتقلا إلى عمّان سنة 1940. بعد عودته من فلسطين، اتصل بالملك عبد الله بن الحسين، وكتب قصائد يمتدحه فيها نشرها في باب هاشميات بديوانه. ظلّ بلا عمل إلى أن أنعم عليه الملك عبد اللّه بوظيفةٍ في الجيش برتبة كاتب مدني سنة 1948، وبقي في هذه الوظيفة حتى أحيل على التقاعد سنة 1960. عمل أيضًا في الإذاعة الأردنية. 

بُترت ساقه اليسرى نتيجة إصابته بداء السكّري. وكان يقيم مع والدته المشلولة بمسكن غير صحّي في سفح جبل القلعة بعمّان، وأصيب إصابة شديدة على إثر احتراق المسكن، ونُقل إلى المستشفى، وبعد خروجه انتقل ليقيم في فندق البرج، ثمّ عاد إلى جبل القلعة، فمرضَ وأُدخل المستشفى مرّة أخرى، ثمّ رحل إلى الأزرق سنة 1975 وبقي فيها سنتين، ثمّ رحل إلى الزرقاء فأقام في حي معصوم حتى وفاته في 5 سبتمبر 1979.

## شعره
نشر قصائده في صحف مثل الجزيرة، ومجلات من بينها: الرائد والعروبة والمعرفة، وترك شعراً مخطوطاً. له ديوان شعر بعنوان أطياف وأغاريد 1946.

ذكره عبد العزيز البابطين في معجمه وقال «عاش في الحياة، كما في شعره، بين زمانين مختلفين، بل متناقضين، فكان سمير الأمراء، يقدم قصائده المادحة لهم فينال الرضا والتكريم، ثم تتدهور حاله بسبب إدمان الخمر، حتى تقطع ساقه إنقاذًا لباقيه، فيعرف البؤس والجوع. إن أشعاره تعكس خبرته القريبة وفكره المحدود في مجال القضايا العامة، من ثم يبدو تقليديا، غير أنه حين يتأمل الطبيعة، فيكتب عن شجرة الزيتون، أو يرثي نفسه فإنه يكشف عن مكامن الجودة في شعره.» 